# Tuchlin (osada leśna w województwie warmińsko-mazurskim)
Tuchlin – osada leśna w Polsce, położona w województwie warmińsko-mazurskim, w powiecie piskim, w gminie Orzysz.
W latach 1975–1998 miejscowość należała administracyjnie do województwa suwalskiego.